# Iwan Trozki
Iwan Trozki (belarussisch Іван Троцкі, englisch Ivan Trotski; * 27. Mai 1976 in Hrodna) ist ein ehemaliger belarussischer Geher.
Bei Leichtathletik-Europameisterschaften wurde er zweimal Fünfter über die 20-km-Distanz: 1998 in Budapest und 2002 in München. Bei Weltmeisterschaften kam er über 20 km 1999 in Sevilla auf den neunten, 2001 in Edmonton auf den 15., 2003 in Paris/Saint-Denis auf den sechsten und 2007 in Osaka auf den 27. Platz.
Bei den Olympischen Spielen 2004 in Athen belegte er Rang 23 und bei den Spielen 2008 in Peking Rang 22, jeweils über 20 km.

## Persönliche Bestzeiten
- 10 km: 38:52 min, 14. September 2003, Hildesheim
- 20 km: 1:19:40 h, 23. August 2003, Paris
- 50 km: 4:04:17 h, 19. Oktober 2008, Scanzorosciate